# Juan Di Sandro

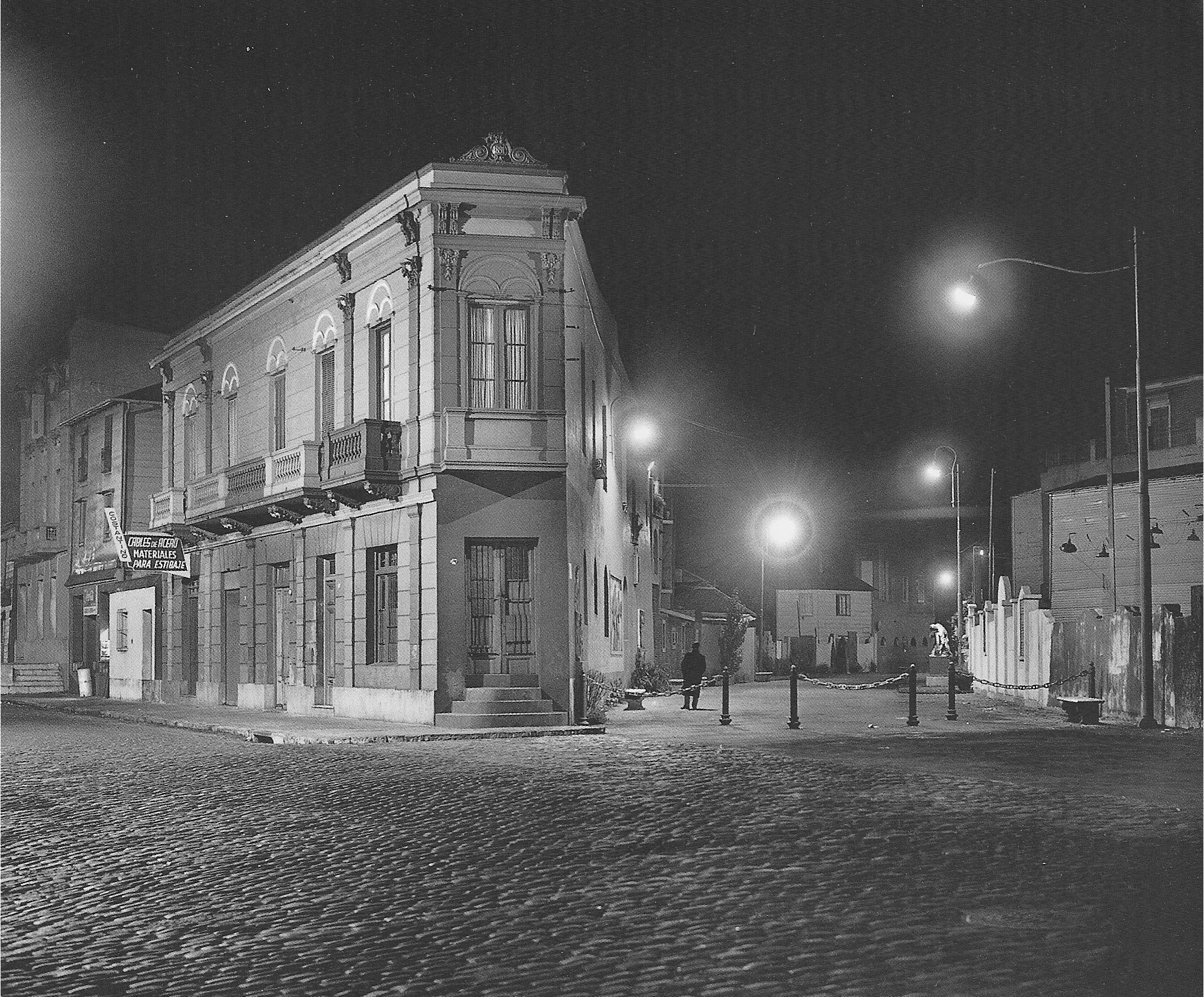
Caminito, 1960.

Juan Di Sandro (22 de marzo de 1898 - 22 de junio de 1988) fue un  fotógrafo ítalo-argentino que fue decano de los reporteros gráficos en Argentina.
Nació en Colli a Volturno, una ciudad del centro de Italia, aunque su familia emigró y se instaló en Buenos Aires cuando tenía doce años. Con esa edad entró de aprendiz de fotógrafo con Palestrini y con quince años se incorporó al periódico La Nación donde estuvo trabajando hasta 1976.
Aunque sus primeros trabajos se relacionaban con la fotografía industrial y algunos trabajos de publicitaria, poco a poco amplió su temática y mostró su buen trabajo en diversos acontecimientos como la llegada del Plus Ultra en 1926, la del Zepelín en 1934 o el incendio de la tienda de «El Coloso» en 1937.
Su trabajo periodístico se considera influido por Henri Cartier-Bresson al considerar de gran importancia al instante decisivo en la toma de la fotografía. También le gustaba la experimentación y la toma de fotografías nocturnas. La cámara fotográfica que utilizaba con mayor frecuencia era una «Spido Gaumont» de formato medio y sin embargo parece ser que no utilizó cámaras de formato de 35 mm.
Junto a su trabajo periodístico realizó fotografías para concursos y certámenes, así en 1942 participó en el «Primer salón de fotografía periodística». En 1943 expuso en el «Foto Club Argentino» y a mitad de los cincuenta participó en el grupo «Carpeta de los diez» que fue un foro de debate fotográfico y de intercambio de opiniones y en el que participaron Annemarie Heinrich, Anatole Saderman, Hans Mann, Jorge Friedman, Alex Klein, Fred S. Schiffer, Ilse Mayer, José Malandrino, Max Jacoby, Pinélides Fusco, Eduardo Colombo, Augusto Valmitjana y Boreslaw Senderowicz.
Murió en Buenos Aires con noventa años.